# László Hódi
Dans le nom hongrois Hódi László, le nom de famille précède le prénom, mais cet article utilise l’ordre habituel en français László Hódi, où le prénom précède le nom.
László Hódi, également connu sous le nom de Les Hody, né le 10 juillet 1934 à Szeged en Hongrie et mort le 26 mai 2023 à Melbourne (Australie), est un joueur de basket-ball hongrois naturalisé australien.

## Palmarès
- Finaliste du championnat d'Europe 1953
- Champion d'Europe 1955